# Вакуленко, Алексей Борисович
Алексей Борисович Вакуленко (укр. Олексій Вакуленко; 28 марта 1981, Краматорск — 3 марта 2007, Краматорск) — украинский борец греко-римского стиля, трёхкратный чемпион Украины (2002, 2004, 2005), призёр чемпионата Европы (2003), участник Олимпийских игр (2004). Мастер спорта Украины международного класса (2001).

## Биография
Родился 28 марта 1981 года в Краматорске. Начал заниматься греко-римской борьбой в возрасте 8 лет в ДЮСШ спортивного клуба «Блюминг» у Олега Евтушенко. В 2000 году стал призёром чемпионатов Европы и мира среди молодёжи. 
С 2001 года тренировался в мариупольском клубе «Азовмаш» под руководством Геннадия Узуна и входил в состав национальной сборной Украины. В 2003 году завоевал бронзовую медаль чемпионата Европы в Белграде. В 2004 году участвовал в Олимпийских играх в Афинах. В начале олимпийского турнира выиграл три поединка у соперников из Чехии, США и Грузии, но в полуфинале проиграл венгерскому борцу Иштвану Майорошу, а в схватке за третье место представлявшему Грецию Артёму Кюрегяну и не вошёл в число призёров. 
В 2005 году окончил Донецкий государственный институт здоровья, физического воспитания и спорта.
В 2007 году погиб в автомобильной катастрофе. Машина марки Daewoo Lanos, которой управлял его друг, на одной из улиц Крамоторска врезалась в опору линий электропередач, и сидевший на переднем пассажирском сидении Вакуленко получил тяжёлые травмы, от которых скончался на месте. 